# Адольф Йошт
Адольф Йошт (пол. Adolf Joszt; 17 червня 1889, Львів — 16 березня 1957, Гливиці, Польща) — польський хімік, технолог. Ректор Львівської політехніки (1936—1938).

## Біографія
Адольф Йошт народився у Львові. Навчався у гімназії у Львові. У 1911 році закінчив хімічний відділ Львівської політехніки. Працював у Рільничій академії у Дублянах. У 1912—1919 роках асистент і викладач. З 1913 року — доктор технічних наук у Політехніці. У 1918—1919 роках у складі польського війська воював проти ЗУНР.
У 1920/21 роках — доцент технології рільництва, керівник рільничо-лісового відділу. З 1923 року — надзвичайний професор кафедри технології рільництва. у 1925—1926 роках був деканом рільнично-лісового факультету.
У 1927 році очолив кафедру хімічної технології і технічної мікробіології. У 1931—1932 роках — хімічного факультету. У 1936—1938 був на посаді ректора Львівської політехніки. У 1941—1944 роках професор курсів Львівської політехніки.
Після закінчення Другої світової війни переїхав до Польщі, спочатку до Кракова, а згодом до Гливиці. Там у технологічному університеті у 1945—1947 роках очолював хімічний відділ, був професором технології води.

## Наукові інтереси
У Львівській політехніці вивчав крохмалі, аналізував сирівці та напівпродукти ферментаційного промислу, досліджував бактерії молочної кислоти та дріжджі для ґуралень, заснував наукову школу.
У Гливиці розробляв технології очищення води і рідинних відходів.